# Дембина (Олесненский повет)
Демби́на (пол. Dębina) — село в Польше в гмине Гожув-Слёнский Олесненского повета Опольского воеводства.

## География
Село находится в 6 км. от административного центра гмины города Гожув-Слёнский, 16 км. от города Олесно и 49 км. от Ополе.

## История
Первые упоминания о Дембине относятся к концу XIV века. Сочинение «Liber fundationis episcopatus Vratislaviensis», издания 1305 года, упоминает о селе в латинизированной форме «Dapyn».
В 1975—1998 годах село входило в Ченстоховское воеводство.